# دیدگاه‌های فردریش نیچه درباره زنان
دیدگاه‌های فردریش نیچه دربارهٔ زنان، در زمان حیات و چه پس از آن، همواره از سوژه های بحث‌برانگیز بوده‌ است.

## ارزیابی هم‌عصران
ایدا فون میاسکوفسکی، همسر اقتصاددان آگوست فون میاسکوفسکی بود که در دانشگاه بازل تدریس می‌کرد. در بازه زمانی ۱۸۷۴ تا ۱۸۷۶، نیچه رابطه نزدیکی با خانواده این زن داشت. ایدا در خاطرات خود از نیچه که هفت سال پس از مرگش منتشر شد، به این نکته اشاره کرده است:
در دهه هشتاد، زمانی که برخی از دیدگاه‌های تند و تیز نیچه علیه زنان در آثار مؤخرش شروع به آشکار شدن کرد، شوهرم گه‌گاه با من شوخی می‌کرد که نباید درباره‌ی دوستی‌ام با نیچه به مردم بگویم، زیرا او مرا چندان تحسین نمی‌کند. این فقط یک شوخی بود. شوهرم نیز مانند من خاطرات خوبی از نیچه داشت[...] رفتار نیچه با زنان آنقدر حساس، طبیعی و دوستانه بود که حتی امروزه، در کهنسالی نیز نمی‌توانم نیچه را یک زن‌ستیز بدانم.
استعاره‌ی نیچه از «زن» -فارغ از موضوع زن ستیز بودن- بر یک «زن» مثبت و خوشایند دلالت می‌کند. استفاده او از این استعاره، به‌طور بنیادین برداشت‌های سنتی از روابط نرینه/مادینه را از میان برمی‌دارد؛ چرا که بر حذف «حقیقت» متافیزیک دلالت می‌کند. من استدلال می‌کنم که استعاره‌ی «زن» در مرکز حمله‌ٔ نیچه به فلسفه‌ٔ سنتی و مفاهیم حقیقت محور قرار دارد.»
بر اساس نکاتی که نیچه در نوشته‌هایش، و به‌طور خاص بخشی از دیدگاه‌های خود در مورد زنان را که در بخش هفتم کتاب انسانی، زیاده انسانی نوشته‌ است، به نظر می‌رسد برای زنان احترام زیادی قائل است. اما با توجه به برخی دیگر از نظرات او، نگاه کلی او نسبت به زنان در حقیقت نوعی نگرش دوسویه است. به عنوان مثال، در حالی که در انسانی، زیاده انسانی، بیان می‌کند که «زن کامل، نوع انسانیِ بالاتری از مرد کامل است، و همچنین چیزی بسیار نادرتر»، در عین حال انواعی از اندیشه‌های پیچیده و پر ظرافت در مورد زنان در دیگر آثار نیچه وجود دارند که با جملات بالا چندان قابل تطابق نیستند. او می‌تواند در یک زمان هم ستایشگر و هم تحقیرکنندهٔ زنان باشد. به عنوان مثال، در قسمت زیر: «آنچه مایهٔ احترام به زن می‌شود و چه بسا مایهٔ ترس از او، طبع اوست، که از طبع مرد طبیعی‌تر است: آن نرمش اصیل و فریبکارانهٔ جانور شکاری؛ آن چنگال ببر در زیر دستکش؛ آن خودپسندی ساده‌لوحانه؛ آن تربیت‌ناپذیری و توسن نهادی، آن خواهش‌ها و منش‌های درک‌ناپذیر و بی در و پیکر و هرزه پوی…» (فراسوی نیک و بد، بخش ۲۳۹.)
نگرش او گاهی می‌تواند کاملا تحقیرآمیز باشد: «از آغاز، برای زن، هیچ‌چیز بیگانه‌تر، نفرت‌انگیزتر و خصمانه‌تر از حقیقت نبوده‌است - هنر بزرگ او دروغ است، بالاترین دغدغه او ظاهر و زیبایی صرف است.» نیچه، در بخش ششم کتاب اینک انسان «چرا چنین کتاب‌های عالی می‌نویسم»، ادعا می‌کند که «خوبی» در زنان نشانه‌ای از «انحطاط فیزیولوژیکی» است و زنان در کل باهوش‌تر و شریرتر از مردان هستند که از دیدگاه نیچه نوعی تعریف و تمجید به‌شمار می‌رود. با این حال، او در ادامه ادعا می‌کند که مسائلی نظیر فمینیسم و دیگر موضوعات مرتبط با رهاسازی زنان، در واقع برخاسته از بیزاری گروهی از زنان نسبت به زنانی دیگر است؛ نوعی خشم و بیزاری نسبت به زنانی که از لحاظ جسمی از ساختار بهتری تشکیل شده‌اند و قادر به پرورش کودکان هستند.
اگرچه آثار نیچه به عقیدهٔ بسیاری زن ستیزانه به‌شمار می‌روند، اما عده‌ای از جمله آنتونی لودوویچی، اصرار دارند که او صرفا یک ضد فمینیست بوده‌است، نه یک زن ستیز. دیگر نوشته‌های نیچه در مورد زنان عبارت‌اند از:
«عشق زن شامل بی عدالتی و کوری در برابر هر چیزی است که او دوست ندارد. . . زن هنوز شایسته دوستی نیست؛ زنان هنوز گربه و پرنده هستند یا در بهترین حالت گاو. . . (دربارهٔ دوست، چنین گفت زرتشت)
"زن! نیم ضعیف، معمولا بیمار، تغییرپذیر و ناپایدار بشر است… او به دینی مبتنی بر ضعف نیاز دارد که در آن ناتوانی، محبت کردن و فروتن بودن به مثابهٔ امری خداگونه یا حتی برتر تکریم شود. او قوی را ضعیف می‌کند - و وقتی در این غلبه موفق شد، شروع به حکومت می‌کند. زن همیشه با نمونه‌هایی بارز از تباهی‌ها توطئه کرده‌است، [همانگونه که] کشیش‌ها، علیه «قدرتمندان»، «اقویا»، انسان ها-» (اراده به قدرت - ۸۶۴، چاپ دوم آلمانی ۱۹۰۶)
«اگر مفهوم «رهایی زنان» به معنای «برابری»، یعنی تأیید و توصیه به مشارکت زنان در «دنیای مردانه» باشد، چنین مسئله‌ای از دیدگاه نیچه نه یک پله صعود، که در واقع نمایانگر نوعی افول قهقرایی و زوال قدرت است. در صورتی که ویژگی‌های زنانه را بتوان چنین توصیف کرد: بازیگوشی، آرایش، مبتنی بر غریزه، غیرقابل پیش‌بینی بودن، هوسرانی، پرورش دادن و خصلت‌های مردانه را بدین گونه: جدیت، عقلانیت، نظم، احساس زدایی، «حرفه». پس به نظر می‌رسد نیچه می‌گوید که، نفی خصلت‌های زنانه به نفع ویژگی‌های مردانه، نوعی مبادله قدرت با ضعف است. "

## تأثیر احتمالی ارسطو
پژوهشگرانِ آثار ارسطو، دیدگاه‌های او و نیچه در مورد زنان را مقایسه کرده‌اند. آن‌ها استدلال کرده‌اند که نیچه احتمالاً بخش عمده ای از فلسفه سیاسی خود را وامدارِ ارسطو باشد.

## تأثیر انسان‌شناسی نیچه
حتی برخی از فیلسوف ها گفته‌اند که فلسفه نیچه را نمی‌توان جدا از اظهارات او در مورد زنان درک یا تحلیل کرد. آن‌ها در مورد این واقعیت بحث می‌کنند که کار نیچه در توسعه برخی از نظریه‌های فمینیستی مفید بوده‌است، اما در نهایت به این نتیجه می‌رسند: «در حالی که نیچه سلسله مراتب سنتی بین ذهن و بدن، عقل و غیرعقلانی، طبیعت و فرهنگ، حقیقت و داستان را به چالش می‌کشد - سلسله مراتبی که برای تحقیر استفاده شده‌است. و زنان را حذف کند - اظهارات او در مورد زنان و استفاده او از استعاره‌های زنانه و مادرانه در سراسر نوشته‌هایش، تلاش‌هایی را که صرفاً نیچه را به عنوان قهرمان فمینیسم یا زنان معرفی می‌کند، مخدوش می‌کند.

## رابطه با سالومه
لو آندریاس-سالومه که نیچه را به خوبی می‌شناخته‌ است، مدعی شده که نیچه از او خواستگاری کرده‌ و او این درخواست را رد کرده‌ است. او مدعی شده که در «طبیعت معنوی نیچه» چیزی طرفدار زنانگی وجود داشته‌است. به گفتۀ سالومه، نیچه نبوغ را امری زنانه می‌دانسته‌است.

## زنان سرچشمه همه حماقت‌ها و بی‌خردی‌ها هستند
همان‌طور که لئونارد لاولور و زینپ دیرک اشاره می‌کنند، «آنچه نیچه می‌گوید - و با اصراری هیستریک تکرارش می‌کند - این است که زن سرچشمه همۀ حماقت‌ها و بی‌عقلی هاست، شخصیتی افسونگر و وسوسه‌انگیز که مرد فیلسوف را از مسیر معینش در جستجوی حقیقت خارج می‌کند.»